# Polystachya bamendae
Espèce
Polystachya bamendae Szlachetko, Baranow & Mytnik est une espèce de plantes à fleurs épiphytes de la famille des orchidées et du genre Polystachya, présente en Afrique centrale.

## Étymologie
Son épithète spécifique bamendae fait référence aux Bamenda Highlands, les hautes terres du Cameroun, dans la Région du Sud-Ouest.

## Distribution
C'est une espèce endémique des hautes terres du Cameroun. Cependant on la retrouve aussi au Nigeria. Elle se développe dans les zones montagnardes et submontagnardes.